# Jang Ču
Jang Ču (pinjin: Yáng Zhū; Vejd-Džajls: Yang Chu; oko 440–360 p.n.e) je bio drevni kineski filozof, najraniji istaknuti pobornik "povlačenja iz sveta" u kineskoj filozofiji. Smatra se jednim od začetnika taoizma.
Odrazi glavnih ideja Jang Čua mogu se naći u delovima knjige Lao-ce i izvesnim poglavljima dela Čuang-ce.

## Život
Datumi rođenja i smrti Jang Čua nisu jasni, ali je morao živeti između razdoblja Mo Cua (oko 479—381. p. n. e.) i Mencija (oko 371—289. p. n. e.). Na to ukazuje činjenica da, mada ga Mo Cu ne pominje, do Mencijevog vremena je već bio postao izrazito uticajan. Mencije prenosi: »Reči Jang Čua i Mo Cija ispunjavaju svet«.

## Učenje
Taoističko delo Lieh-tzu izlaže filozofiju Jang Čua na načelu krajnjeg hedonizma, iako ga drugi rani izvori ne predstavljaju kao hedonista. U Mencijevim delima se veli: »Načelo Jang Čua jeste: Svak za sebe. Makar mogao dobiti čitav svet time što će iščupati jednu jedinu vlas, on to ne bi učinio«. Drugi izvor iz 3. stoleća pre naše ere navodi: »Jang Šeng je cenio vlastito ja«. U knjizi Han-fei-tzu (takođe iz 3. veka p.n.e) kaže se:
Postoji čovek čija je politika da ne ulazi u grad koji je u opasnosti, niti da ostaje u vojsci. Čak ni za veliku dobit — čitav svet — on ne bi trampio jednu dlaku sa svoga gnjata . . . To je čovek koji prezire stvari a ceni život.
A Huai-nan-tzu (iz drugog veka pre naše ere) kaže: »Čuvati svoj život i održavati ono što je u njemu istinsko, ne dozvoljavajući stvarima da čoveka upetljaju: to je postavio Jang Ču«. Spajajući ove izvore, možemo zaključiti da su dve osnovne ideje Jang Čua bile: »Svak za sebe« i »preziranje stvari a vrednovanje života«. Takve ideje su sušta suprotnost idejama Mo Cua, koji je zastupao načelo uzajamnosti.
U knjizi Lieh-tzu postoji priča koja glasi: »Č'in Cu upita Jang Čua: 'Kad bi iščupavši jednu jedinu dlaku sa svojeg tela mogao da spaseš ceo svet, bi li to učinio?' Jang Ču odgovori: 'Ceo svet se jamačno ne može spasti jednom dlakom.' Č'in Cu reče: 'Ali pretpostavljajući da je moguće, bi li to učinio?' Jang Ču nije ništa odgovorio. Č'in Cu onda izađe i ovo ispriča Meng-sun Jangu. Ovaj odgovori: 'Ti ne shvataš Učiteljev duh. Objasniću ti. Pretpostavljajući da bi dobio deset hiljada zlatnika ako otkineš komadić svoje kože, bi li to učinio?' Č'in Cu reče: 'Bih'. Meng-sun Jang nastavi: 'Pretpostavljajući da bi, ako odsečeš jedan od svojih udova, dobio celo kraljevstvo, bili to učinio ?' Č'in Cu je neko vreme ćutao. Onda reče Meng-sun Jang: 'U poređenju s kožom, dlaka je beznačajna. U poređenju s udom, komadić kože je beznačajan. Ali mnogobrojne dlake važne su zajedno koliko komad kože. Mnogi komadi kože važni su zajedno koliko ud. Dlaka je jedan od deset hiljada delova tela. Kako to možeš da prenebregneš?'« 
U istom poglavlju knjige Lieh-tzu zabeleženo je da je Jang Ču rekao: »Čak da su mogli povredivši jednu vlas da postignu dobro za svet, ljudi iz drevnih vremena ne bi to učinili. Da im je svet ponuđen u isključivo vlasništvo, oni ga ne bi uzeli. Kad bi svako odbio da iščupa makar i jednu dlaku i kad bi svako odbio da primi svet kao dobitak, svet bi bio u savršenom redu.« Ne možemo biti sigurni da je ovo odista izreka Jang Čua, ali vrlo dobro sažima dva aspekta njegove teorije i političku filozofiju prvih taoista.

## Literatura
- Ju-Lan, Fung (1977). Istorija kineske filozofije. Beograd: NOLIT.